# Chloroclystis coronata
Chloroclystis coronata là một loài bướm đêm trong họ Geometridae.